# Normanton and Altofts

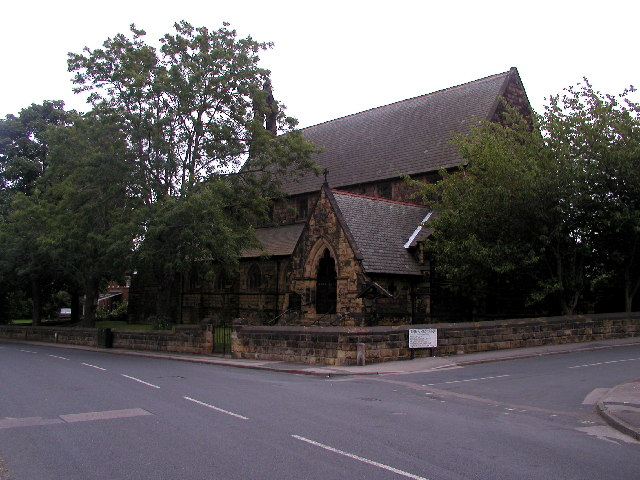
Altofts

Normanton and Altofts (innan 2023 Normanton) är en civil parish i distriktet Wakefield, i grevskapet West Yorkshire, i England, 260 km norr om huvudstaden London.